# Jacinto Espinoza
Jacinto Alberto Espinoza Castillo (Bahía de Caráquez, 24 novembre 1969) è un ex calciatore ecuadoriano, di ruolo portiere. Ha giocato per la nazionale di calcio ecuadoriana per 12 anni, totalizzando 38 presenze.

## Carriera

### Club
A 16 anni effettua un provino per Barcelona SC e Emelec, che però lo scartano; si trasferisce quindi all'Unión Juvenil e successivamente all'Eugenio Espejo, due club della sua regione.
Tornato a Guayaquil per tentare nuovamente la strada del calcio di prima divisione, viene messo sotto contratto dal Filanbanco. Nel 1992 viene acquistato dall'Emelec, che l'anno successivo lo cede al Delfín di Manta, dal quale si trasferisce all'Alianza Lima, in Perù, dopo metà stagione.
Nel 1994 torna a giocare nell'Emelec e si laurea campione dell'Ecuador, e nel 1997 passa all'LDU Quito, vincendo altri due titoli nazionali. Trasferitosi all'ESPOLI, vi rimane un anno prima di trasferirsi al Manta FC. Dopo essere ritornato all'LDU Quito (tra il 2002 e il 2005), ha infine giocato con Macará, Deportivo Azogues, di nuovo ESPOLI, Universidad Técnica de Cotopaxi e León Carr.
Detiene il record di imbattibilità del campionato di calcio ecuadoriano con 833 minuti senza subire gol, divisi tra Delfín SC (103 minuti) e Emelec (730 minuti), dal 2 maggio 1993 al 12 giugno 1994.

### Nazionale
Dal 1992 al 2004 ha fatto parte della nazionale di calcio ecuadoriana, giocandovi trentotto partite e partecipando a tre edizioni della Copa América.

## Palmarès

### Club

#### Competizioni nazionali
- Campionato ecuadoriano: 5

Emelec: 1994
LDU Quito: 1997, 1998, 2003, Apertura 2005